# Falconara Marittima
Falconara Marittima er en italiensk by (og kommune) i regionen Marche i Italien, med omkring 25.530(2023) indbyggere.